# Чаудинский маяк
Чаудинский маяк — маяк на мысе Чауда в Крыму.

## Название
Название маяка происходит от мыса Чауда, на котором он расположен. Топоним «Чауда» (çavdar) происходит из крымскотатарского языка, и переводится как рожь.

## Расположение
Маяк расположен на юге Ленинского района Республики Крым, в 3 Кабельтовых восточнее мыса Чауда.

## История
Построен в 1886 году, после того как у мыса Чауда, в декабре 1862 года, потерпел крушение пароход «Орест», шедший с Кавказа в Феодосию.
В 1956 году был восстановлен после повреждений времён Великой Отечественной войны, дом смотрителя и другие сооружения были восстановлены в 1978 году. Чуть позже маяк был переведён на внешнее электроснабжение, на нем заменили светооптические приборы.
Чаудинский маяк входил до 2014 года в структуру Филиал государственного учреждения «Керченский район Госгидрография» Министерства инфраструктуры Украины.

## Описание

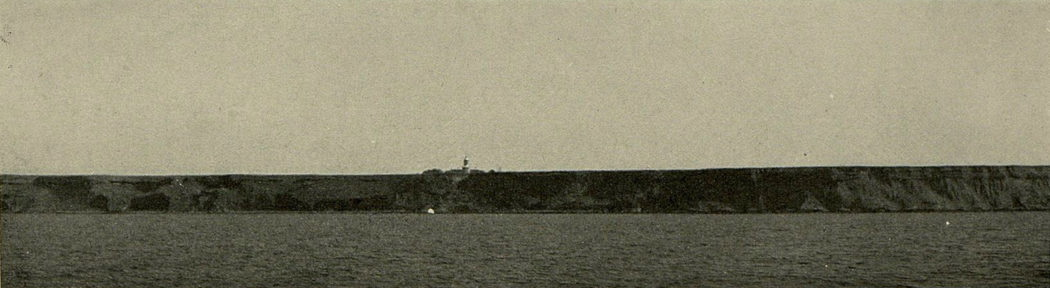
Мыс Чауда и Чаудинский маяк на NO 55° в расстоянии 1 мили, фото 1902 года

Чаудинский маяк это 12-метровая восьмиугольная цилиндрическая каменная башня с фонарем и галереей, которая пристроена к фасаду одноэтажного каменного дома смотрителя маяка.
Маяк окрашен в белый цвет. Огонь маяка: длинный вспышка белого цвета каждые 24 секунды (6 секунд — свет; 18 секунд — тьма).

## Ссылка
- Чаудинский маяк « wikimapia»